# Fininho (giocatore di calcio a 5)
Paulo Sérgio Lira Goés, meglio noto come Fininho (João Pessoa, 6 luglio 1972), è un ex giocatore di calcio a 5 brasiliano, campione del mondo con la nazionale brasiliana nel 1992 e nel 1996.

## Carriera
Fininho è stato uno dei calcettisti più rappresentativi della storia del calcio a 5 moderno. Nel suo palmarès delle competizioni per club figurano tre campionati statali, due Liga Futsal, due campionati sudamericani per club, un campionato del mondo per club. Inoltre, ha avuto una duratura militanza nella nazionale brasiliana, iniziata a 20 anni. Proprio con la Seleçao ha ottenuto gli allori internazionali più importanti, ovvero i due titoli di campione del mondo nel 1992 e nel 1996, e i tre titoli di campione sudamericano nel 1997, 1998 e 1999. Ha partecipato anche alle spedizioni verdeoro al mondiale del 2000 in cui è giunto secondo, e nel 2004 dove è giunto terzo. Con la Seleção ha messo a segno 140 gol totali in dodici anni di carriera. A livello individuale, Fininho è stato eletto miglior giocatore del Rio Grande do Sul (1998), miglior giocatore della Liga (1998), miglior laterale (1998), miglior giocatore sudamericano (2001), miglior giocatore delle squadre dello Stato (2003), miglior giocatore della Coppa Intercontinentale (2004). Inoltre, è stato inserito nella formazione ideale del Mondiale 2000 stilata dal Gruppo Tecnico della FIFA.

## Palmarès

### Club

#### Competizioni nazionali
- Campionato brasiliano: 2
Carlos Barbosa: 2001, 2004

#### Competizioni internazionali
- Coppa Intercontinentale: 1
Carlos Barbosa: 2004

### Nazionale
- Campionato mondiale: 2
Hong Kong 1992, Spagna 1996